# Tori Black
Tori Black (nascuda Michelle Chapman,Seattle, Washington, 26 agost de 1988) és el nom artístic de Michelle Chapman, una actriu pornogràfica estatunidenca.
L'any 2010, Black va ser anomenada per la revista Loaded, com l'actriu pornogràfica més atractiva facialment. L'any 2011, la revista Complex la va situar en el primer lloc del seu rànquing The Top 100 Hottest Porn Stars Right Now.

## Carrera
Es va traslladar a Florida l'any 2007, i va entrar a la indústria pornogràfica als 19 anys. va realitzar les seves primeres escenes sota les ordres del director Juan Cuba. El 2008 va representar a l'agència LA Direct Models.
Black va aparèixer nua a la revista eròtica Penthouse, al desembre del 2008. L'any 2009 va realitzar la seva primera escena de sexe anal per a la pel·lícula Interactive Sex with Tori Black, amb l'actor català Nacho Vidal. Aquest mateix any es va publicar la seva segona escena anal, a la pel·lícula Tori Black is Pretty Filthy, també l'any 2009. Va realitzar la seva primera escena de doble penetració, (anal i vaginal) durant la seqüela Tori Black is Pretty Filthy 2, publicada l'any 2010.
És la primera actriu en la història dels premis AVN a obtenir dos premis consecutius com a Performer of the Year, guanyant l'any 2010 i el 2011. L'any 2010, va ser nomenada per la revista Maxim com una de les 12 estrelles femenines més importants de la indústria pornogràfica, i el 2011 va ser anomenada per la CNBC com una de les 12 estrelles més populars de la indústria del cinema pornogràfic. CNBC va destacar el seu paper com a Catwoman a la producció de Vivid Entertainment: Batman XXX: a Porn Parody, així com el premi doble com a Female Performer of the Year per part de l'associació AVN.

## Premis

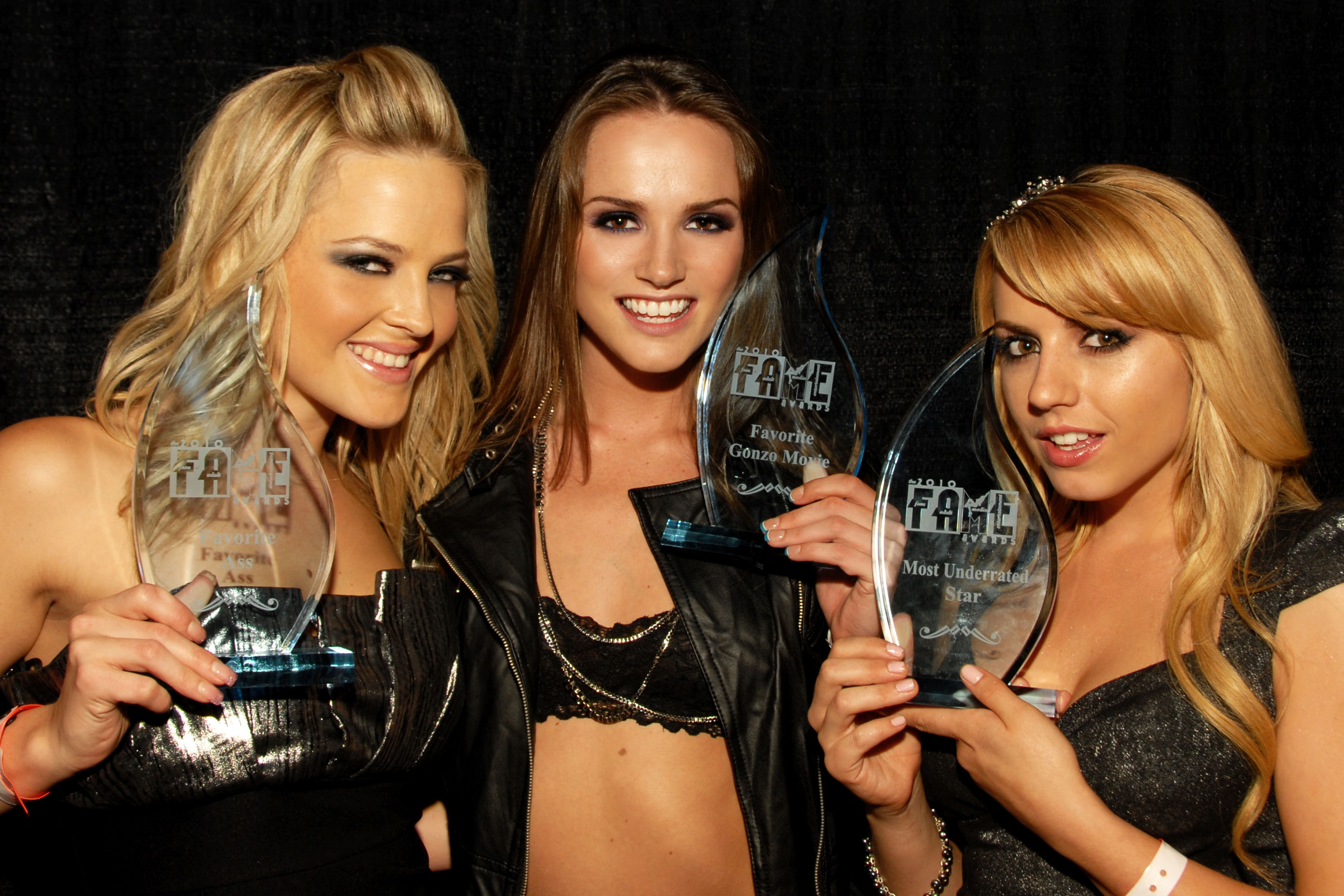
Tori Black (centre), amb Alexis Texas (esquerra) i Lexi Belle (dreta), posant amb llurs Premis F.A.M.E., 2010.

- 2009 – Premi CAVR – Hottie of Year[7]
- 2009 – Premi XRCO – Starlet of Year[8]
- 2009 – Premi F.A.M.E. – Favorite Rookie Starlet[9]
- 2010 – Premi AVN – Female Performer of the Year[10]
- 2010 – Premi AVN – Best All-Girl Couples Sex Scene – Field of Schemes 5[10]
- 2010 – Premi AVN – Best All-Girl Three-Way Sex Scene – The 8th Day[10]
- 2010 – Premi AVN – Best Tease Performance – Tori Black Is Pretty Filthy[10]
- 2010 – Premi AVN – Best Threeway Sex Scene – Tori Black Is Pretty Filthy[10]
- 2010 – Premi XBIZ – Female Performer of the Year[11]
- 2010 – Premi XRCO – Female Performer of the Year[12]
- 2010 – Premi F.A.M.E. – Favorite Female Starlet[13]
- 2011 – Premi AVN – AVN Awards – Female Performer of the Year[14]
- 2011 – Premi AVN – AVN Awards – Best Oral Sex Scene – Stripper Diaries[14]
- 2011 – Premi AVN – AVN Awards – Best POV Sex Scene – Jack's POV 15[14]
- 2011 – Premi AVN – AVN Awards – Best Sex Scene in a Foreign-Shot Production – Tori Black: Nymphomaniac[14]
- 2011 – Premi XBIZ – Porn Star Site of the Year[15]
- 2011 – Premi XRCO – Female Performer of the Year
- 2012 – Premi NightMoves – Social Media Star (Editor's Choice)[16]